# 雅罗斯拉夫·科内奇尼
雅罗斯拉夫·科内奇尼（捷克語：Jaroslav Konečný，1945年1月14日—2017年8月1日），捷克男子手球运动员。他曾代表捷克斯洛伐克国家队参加1972年夏季奥林匹克运动会手球比赛，获得一枚银牌。